# Паштел-де-фейжиу
Паштел-де-фейжиу (порт. Pastel de feijão) — традиционный португальский десерт, пирожное из хрустящего теста с начинкой из джема из флотской фасоли. Пирожное было представлено в начале XX века, в городе Торриш-Ведраш, хотя вероятнее всего было изобретено задолго до этого монахинями. Пирожное стало одним из 38 десертов, выбранных для показа на Португальской этнографической выставке в 1896 году в качестве «типичной региональной сладости».

## Описание
Пирожное имеет диаметр около 7 см. Выпечка представляет собой корзиночку из теста с начинкой из джема из бобов, сахара, яиц и миндаля. Обычно продается поштучно, либо упаковками по 6 штук.

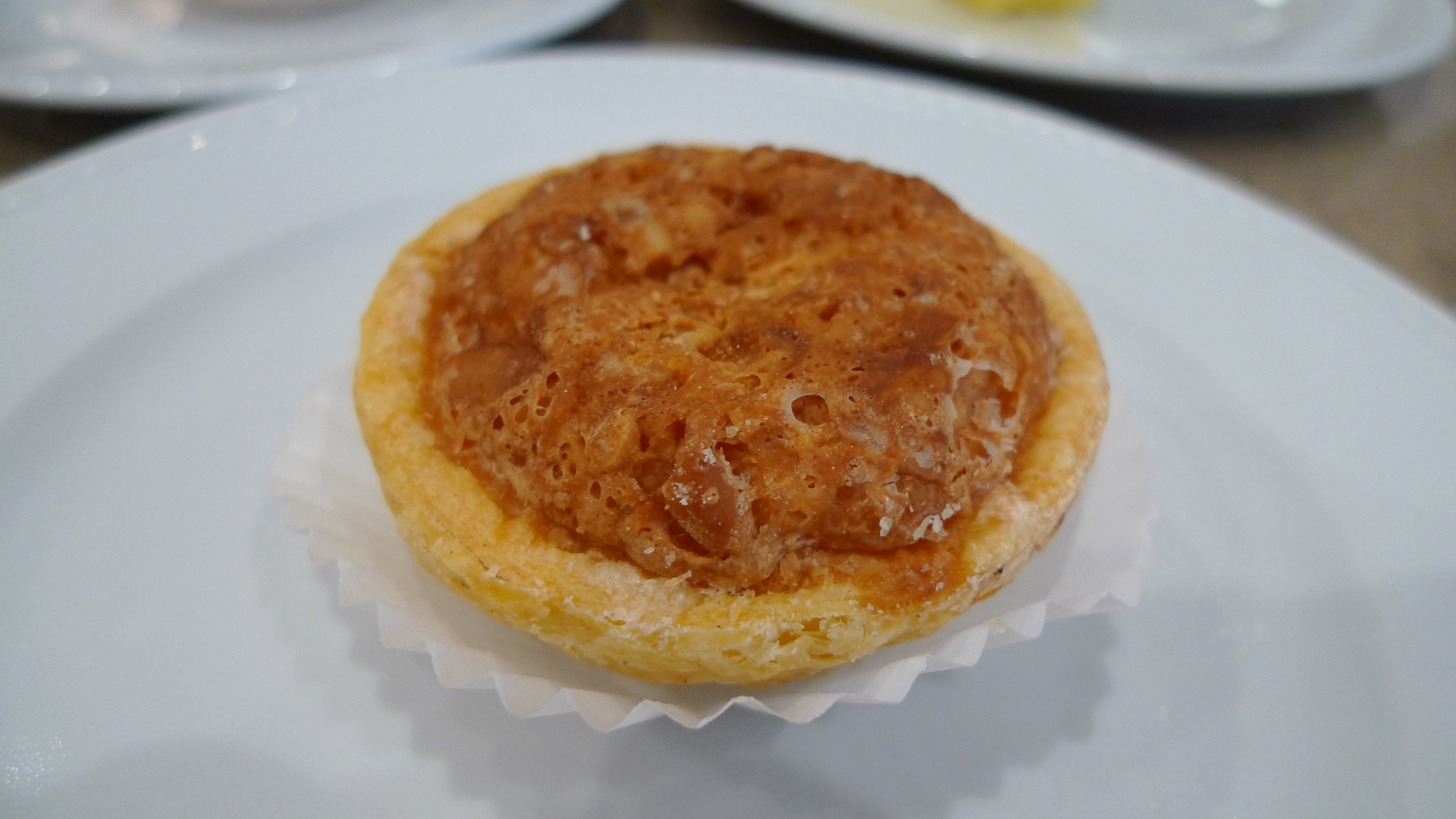
Паштел-де-фейжиу